# Sainte Soline
Pour l’article ayant un titre homophone, voir Sainte-Soline.
Sainte Soline ou sainte Solène est une vierge et martyre originaire du Poitou, en France. Canonisée par l'Église catholique, elle est fêtée le 17 octobre.

## Vie
Il semble n'exister que très peu d'informations précises ou fiables sur la vie de sainte Soline. Selon Charles-Auguste Auber (1804-1892) et les Bollandistes, elle serait issue d’une famille gallo-romaine plutôt favorisée qui désirait la marier avantageusement. Mais, dès son plus jeune âge, elle aurait côtoyé le groupe de disciples du Christ conduit par saint Martial, premier évêque d’Augustoritum (Limoges), qui l'aurait amené au baptême et à faire vœu de chasteté.
Ainsi, Soline préféra s'enfuir, se laissant guider par la providence qui la fit rejoindre un pèlerinage marial à Chartres où elle décida de s'installer. Là, elle s'occupa de bon cœur à convertir les païens, surtout les femmes, et à fédérer les nouveaux chrétiens. Alertées de ses différentes activités, les autorités romaines l'arrêtèrent, puis la condamnèrent faute de reniement à sa foi, et elle mourut martyre dans cette ville. Certaines sources la situent souvent à la fin du IIIe siècle, vers 290. D'autres indiquent que son martyre aurait eu lieu en l'an 80.

## Hommages
Elle a donné son nom au village poitevin de Sainte-Soline, et à l'église paroissiale qui s'y trouve, ainsi qu'au village charentais de Sainte-Soulle (habitants : les Sollinois). Sainte Soline est donc présente en l'église Saint-Laurent de Sainte-Soulle : un vitrail de la nef représentant santa Sulina, la palme du martyre à la main gauche, et le bras droit accoudé sur le manche d'une hache de combat. Un vitrail de l'église Saint-Pierre de Chartres la représente également.  
Claire Sainte-Soline fut le nom de plume de la normalienne et écrivain Nelly Fouillet (1891-1967).